# Chic (Izi)
Chic è un singolo del rapper italiano Izi, pubblicato l'11 marzo 2016 come primo estratto dal primo album in studio Fenice.

## Video musicale
Il video è stato diretto da Marcello Calvesi e diffuso l'11 marzo 2016 attraverso il canale YouTube del rapper.

## Tracce
1. Chic – 3:39